# Guiorgui Lòria
Guiorgui Lòria (en georgià: გიორგი ლორია, nascut a Tbilisi el 27 de gener de 1986) és un futbolista professional georgià que juga com a porter al Dinamo de Tbilisi.
Durant la seva llarga trajectòria, Lòria ha jugat en cinc lligues diferents i s'ha convertit en el porter amb més partits a la història de la selecció de Geòrgia.

## Trajectòria
Lòria es va incorporar a l'escola de futbol Avaza als 8 anys. Als 17 es va traslladar a l'acadèmia Dinamo Tbilisi d'on va ser ascendit inicialment al seu equip júnior.
L'any 2005 Lòria va jugar per primera vegada al primer equip. Després de nou temporades consecutives al Dinamo, on va guanyar tres lligues i tres copes, va deixar el club el juliol de 2014.
Durant la temporada 2014-15, Lòria va jugar a l'OFI Creta, de la Superlliga grega, però a causa dels problemes financers del club va haver de sortir a final de la temporada. Sembla que Lòria havia arribat a un acord verbal amb el PAOK a principis del 2015, però finalment no va signar per l'equip.
El porter finalment va ser fitxat per l'Olympiakos com a substitut de Roberto Jiménez, ja que l'anterior porter suplent, Balázs Megyeri havia abandonat el gegant grec. Lòria va signar amb l'Olympiakos per un contracte de dos anys. Es rumorejava que l'OFI Creta havia acceptat una oferta d'uns 700.000 €, ja que Lòria es trobava entre els millors porters de la temporada 2014-15.
Lòria va abandonar ràpidament l'Olympiakos per problemes personals i per l'augment de la competència amb els seus companys Stefanos Kapino i Andreas Gianniotis pel número 2 de l'equip, mentre que Roberto Jiménez era, sens dubte, la primera opció de l'equip sota els seus pals i un dels capitans de l'equip. L'última intenció de l'Olympiakos d'invertir en el creixement dels dos joves potencials grecs va ser un factor que va contribuir a la decisió de Lòria d'abandonar la plantilla. Tant el jugador com el club van coincidir que el millor era separar-se. Poc després va fitxar pel Krília Sovétov Samara de la Lliga russa de futbol.
El 21 d'agost de 2017, després del descens de Krília Sovétov a segona, es va unir a l'Anjí Makhatxkalà cedit per a la temporada 2017-18.
El 18 de gener de 2019, Lòria va signar un contracte de sis mesos amb l'1. FC Magdeburg de la 2. Bundesliga.
El 4 de juliol de 2019, va signar amb el club xipriota Anorthosis Famagusta. El 17 de març de 2022, les parts van renovar el contracte fins a l'estiu de 2024.
El 27 de juny de 2023, la directiva d'Anorthosis va anunciar que Lòria ja no pertanyia a l'equip. En els quatre anys (2019-2023) que va vestir el "blanc i blau" va ser el porter titular de l'equip i protagonista dels èxits de l'equip, guanyant la Copa 2021 i classificant-se per a la fase de grups de la UEFA Europa Conference League. Amb 127 aparicions en partits oficials, va aconseguir pujar al setè lloc de la llista d'estrangers amb més partits.
Nou anys després de la seva sortida, Lòria va tornar al club més llorejat de Geòrgia, el Dinamo Tbilsi, actuals campions de l'Erovnuli Liga. Uns dies després del seu retorn, el Dinamo va guanyar Supercopa (per primer cop amb quatre equips participants) amb Lòria jugant un paper crucial en aquest èxit, ja que va salvar penals a les dues tandes que van donar la victòria al seu equip. Després d'aquesta temporada, Lòria va ser reconegut com a porter de l'any de la Erovnuli Liga.
El 15 de maig de 2024, va assolir la fita dels 100 partits imbatut amb el Dinamo.
El 3 de juliol de 2024, l'Omonia Aradippou, recentment ascendit a la Primera Divisió xipriota, va anunciar el fitxatge de Lòria amb un acord d'un any.
El 29 de juny de 2025, el Dinamo de Tbilisi va anunciar un nou retorn de Loria amb contracte fins al final de la temporada.
| Club                      | País     | Any       |
| ------------------------- | -------- | --------- |
| FC Dinamo Tbilisi         | Geòrgia  | 2005-2014 |
| OFI Creta                 | Grècia   | 2014-2015 |
| Olympiakos FC             | Grècia   | 2015      |
| PFC Krylia Sovetov Samara | Rússia   | 2015-2018 |
| FK Anzhí Makhatxkalá      | Rússia   | 2017-2018 |
| 1. FC Magdeburg           | Alemanya | 2019      |
| Anorthosis Famagusta      | Xipre    | 2019-2023 |
| FC Dinamo Tbilisi         | Geòrgia  | 2023-2024 |
| Omonia Aradippou          | Xipre    | 2024-2025 |
| FC Dinamo Tbilisi         | Geòrgia  | 2025      |

## Selecció Nacional
És internacional absolut amb la selecció de Geòrgia on ha tingut grans actuacions realitzant memorables parades als partits de classificació per al Mundial del Brasil del 2014 davant de grans seleccions com les d'Espanya i França, obtenint així uan gran reputació a nivell internacional i un dels millors porters georgians.
El maig de 2024, Lòria va ser convocat per l'equip de Geòrgia per a la Eurocopa 2024 d'Alemanya, on ha servit com a substitut de Guiorgui Mamardaixvili.
El 4 de juny de 2025, Lòria va anunciar la seva retirada de la selecció després de disset anys com a internacional georgià. Va jugar el seu últim partit amb la selecció de futbol de Geòrgia l'endemà, el 5 de juny, en un amistós contra la selecció de futbol de les Illes Fèroe, on va rebre el reconeixement de la Federació Georgiana i l'ovació del públic en ser substituït l'últim minut de partit.

## Palmarès

#### Anorthosis
- 1 Copa de Xipre: 2020–21

#### Dinamo Tbilisi
- 3 Lligues de Geòrgia: 2007–08, 2012–13, 2013–14
- 3 Copes de Geòrgia: 2008–09, 2012–13, 2013–14
- 3 Supercopes de Geòrgia: 2006, 2008, 2023

#### Individual
- Porter de l'any a l'Erovnuli Liga: 2023[33]
- Membre de l'equip de la temporada de l'Erovnuli Liga 2023[34]

- Ordre d'Honor de Geòrgia:: 2024[35]